# پولیکارپوف پو-۲
Po-2 "Kukuruznik" (به انگلیسی: Polikarpov_Po-2) یک هواگرد از نوع Utility biplane ساخت شرکت پولیکارپوف است. هواگرد Po-2 "Kukuruznik" نخستین پروازش را در ۱۹۲۷ میلادی انجام داد. این هواگرد در سال ۱۹۲۹ میلادی رسماً معرفی گردید و در سال‌های ۱۹۲۸–۱۹۵۲ تولید شده‌است. در مجموع، تعداد ۲۰٬۰۰۰–۳۰٬۰۰۰ فروند از این هواگرد ساخته شده‌است.